# Pendás
Pendás es una parroquia del concejo español de Parres, perteneciente al Principado de Asturias.

## Historia
A finales del siglo XIX, la parroquia, ya por entonces parte del concejo de Parres, tenía contabilizada una población de 400 habitantes. Aparece descrita en el Diccionario geográfico y estadístico de Asturias (1897) de José González Aguirre con las siguientes palabras:

PENDÁS: parr. del concejo de Parres, part. jud. de Cangas de Onís, á 10 leg. de Oviedo, 1 de Cangas y ½ de Parres; sit. á la caida meridional del puerto Sueve; combatida por los vientos del N. y O. y con clima propensos á reuma y dolores de costado. Se compone de los barr. de Pendás y Valdevera y algunos cas. de escasa importancia. Confina al N. con Collía, al E. con Cayarga, al S. con el río Sella y al O. con Cuadroveña. Su terreno es arenisco, calizo y de buena calidad. En la parte dedicada al cultivo produce cereales, legumbres y frutas, en particular mucha manzana y peras muy esquisitas: en el monte abundan los robles, castaños, avellanos y buenos pastos: cría ganado vacuno, lanar, cabrío y de cerda: hay pesca de anguilas, truchas y mugiles. En el barr. de Baldevesa se celebra una feria en el día de San Andrés Apostol. Pobl. 90 vec, 400 hab.
(González Aguirre, 1897, p. 270)

En 2022, tenía empadronados 58 habitantes.